# Mihail Nikiforovič Ahutin
Mihail Nikiforovič Ahutin (rusko Михаил Никифорович Ахутин), sovjetski general in vojaški zdravnik, * 1898, † 1948.

## Življenjepis
Leta 1920 je končal vojaško-medicinsko akademijo; kandidat nauka je postal leta 1923 in doktor nauka leta 1936. 
Dodeljen je bil Daljnovzhodni armadi; bil je vodja Oddelka za splošno kirurgijo Daljnovzhodnega medicinskega inštituta ter istočasno vodil Kirurški oddelek Habarovske vojaške bolnišnice. 
Med vojno je bil glavni medicinski častnik Brjanske, 2. baltiške in 1. ukrajinske fronte.
Med letoma 1945 in 1948 je bil namestnik glavnega kirurga Rdeče armade. 

## Nagrade in odlikovanja
- dopisni član Akademije medicinskih znanosti ZSSR
- častni znanstvenik Sovjetske zveze
- red Lenina (2x)
- red Suvorova (3x)
- red velike domovinske vojne
- red rdeče zvezde